# شمس الدین محمد
شمس الدین محمد از سال ۱۴۸۰م تا اواخر قرن پانزدهم میلادی، مالک ملوک مهربانی سیستان بود. وی فرزند ارشد نظام الدین یحیی بود.

## زندگی‌نامه
در سالهای پایانی سلطنت نظام الدین، مهربانیان کنترل بخش بزرگی از سیستان را به تیموریان تحت فرمان بدیع الزمان از دست دادند.  ملوک مهربانی در سرزمین‌های دورافتاده شمالی مکران هم‌مرز با سیستان بودند که نظام الدین در سال ۱۴۸۰ در آنجا درگذشت. به دنبال آن، فرماندهان نظامی او ملاقات کردند و موافقت کردند که شمس الدین را جانشین او بشناسند.
در سال ۱۴۸۱ شمس الدین درخواستی از مردم زیریح دریافت کرد که برای تصرف سیستان بیایند. او که تصمیم گرفت شخصاً نرود، لشکری به فرماندهی برادرانش سلطان محمود شاه علی فرستاد. با این حال، بدیع الزمان توانست نیرویی برتر از نظر عددی ایجاد کند که لشکر مهربانیان را درهم شکست؛ بنابراین، اقتدار شمس‌الدین به حومه‌های شمالی مکران محدود شد، اگرچه ناکارآمدی او به‌عنوان یک فرمانروا به سرعت باعث شد که سلطان محمود اداره عملی حکومت را به دست گیرد.
بدیع الزمان سرانجام توسط پدرش حسین بایقره به هرات فراخوانده شد. به جای او یک فرمانده تیموری به عنوان استاندار سیستان باقی ماند. این امر، همراه با مرگ اعیان محلی میر سید احمد و دو پسر بزرگش، قدرت نیروی ضد مهربانی را در سیستان به میزان قابل توجهی تضعیف کرد. چند تن از رهبران محلی حمایت خود را از بازگشت شمس الدین و سلطان محمود ابراز کردند که در نهایت با ارتش خود بازگشتند. 1485. والی تیموری بدون پیشنهاد جنگ فرار کرد و به مهربانیان اجازه داد تا کنترل شهر سیستان را به دست گیرند.
چندین سال پس از آن، ضعف مالکیت شمس الدین، سران سیستان را بر آن داشت تا او را به نفع سلطان محمود، که پیش از این چند سالی بود که عملاً حکمرانی کرده بود، برکنار کنند. شمس الدین به قهستان راه یافت و در آنجا املاک متعددی به دست آورد. او بقیه عمر را در آنجا گذراند، در حالی که با سلطان محمود روابط دوستانه داشت.